# Союз-3
«Союз-3» — советский пилотируемый космический корабль (KK) серии «Союз», запущенный на орбиту 26 октября 1968 года c космонавтом Георгием Береговым на борту. Первый в Советском Союзе пилотируемый полёт после катастрофы космического корабля «Союз-1».

## Параметры полёта
- Масса аппарата — 6,575 т.
- Наклонение орбиты — 51,69°.
- Период обращения — 88,45 мин.
- Перигей — 183,5 км.
- Апогей — 222,2 км.

## Экипажи
Основной экипаж
- Георгий Береговой (1-й космический полёт)

Дублирующий экипаж
- Владимир Шаталов

Резервный экипаж
- Борис Волынов

## Описание полёта
Основной задачей полёта было испытание доработанной системы стыковки. Программой предусматривалась стыковка с беспилотным кораблём «Союз-2» в автоматическом режиме. Такие режимы уже были дважды проверены в беспилотных полётах и завершились нормальной стыковкой. Ручное управление было резервным вариантом на случай выхода из строя какого-либо элемента автоматической системы. Однако руководство ВВС настояло на том, чтобы в этот раз сближением управлял космонавт.
На первом витке автоматика благополучно сблизила корабли с 20 000 до 200 метров. Далее Береговой принял управление на себя. Сближение происходило в тени Земли (то есть в темноте) с использованием установленных на «Союзе-2» световых сигналов, относительно которых выполнялась ориентация «Союза-3». Космонавт ошибся в ориентации по крену на 180 градусов, то есть «Союз-3» как бы перевернулся «вверх ногами». Наблюдаемая Береговым картина взаимного расположения кораблей визуально отличалась от той, которую он наблюдал на наземном тренажёре, но неправильную ориентацию он не распознал. Антенны системы ориентации были расположены сбоку на расстоянии 1,2 метра от продольной оси. На «Союзе-3» антенна была справа от космонавта, а на «Союзе-2» она оказалась слева. При правильной ориентации обе антенны должны были оказаться справа. Взаимная ориентация продольных осей кораблей производилась автоматически. Это приводило к тому, что стыковочный узел «Союза-2» по мере приближения отворачивался в сторону. Космонавт несколько раз отходил и вновь предпринимал попытку стыковки, но «Союз-2» всякий раз отворачивался от «Союза-3».
Свою ошибку Береговой распознал только после выхода кораблей из тени. Так как он не вёл контроль расхода топлива двигателями системы ориентации, запас, предназначенный для стыковки, к этому моменту уже был израсходован. Остатки топлива были необходимы для ориентации корабля и выдачи тормозного импульса при возвращении на Землю.

## Последствия
Учитывая опыт полёта «Союза-3», было решено:
- производить стыковки КК на освещённой части орбиты;
- планировать стыковки на второй виток, на вторые и даже на третьи сутки после запуска.

Начальник ЦПК Н. Ф. Кузнецов был уволен, а на его место, к удивлению многих, был назначен Береговой.

Сначала это вызвало некоторое недоумение, но потом стало понятно — обычный алгоритм: назначая человека на влиятельную командную должность, его начальство заботилось о том, чтобы он оставался таким же послушным в будущем, как и в первый день работы на новой должности. В этом смысле назначение начальником скомпрометированного в профессиональном деле человека очень удобно для его начальства. Этот алгоритм использовался и в ВВС. Бедный Береговой: всю дальнейшую жизнь его держали «на крючке».— К. П. Феоктистов «Траектория жизни»

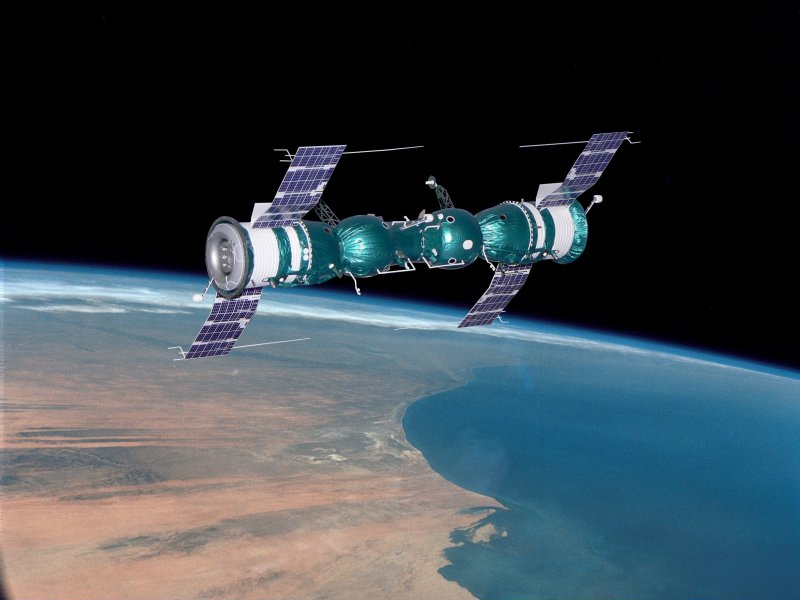
Рисунок художника, стыковка кораблей «Союз-4» и «Союз-5» 16 января 1969 года.
Так должны были выглядеть корабли «Союз-2» и «Союз-3» после успешной стыковки.